# Polygonus
Polygonus is een geslacht van vlinders van de familie dikkopjes (Hesperiidae), uit de onderfamilie Eudaminae.

## Soorten
- P. leo (Gmelin, 1790)
- P. savigny (Latreille, 1824)